# دنیس جانز
دنیس جانز (انگلیسی: Denise Johns؛ زادهٔ ۹ دسامبر ۱۹۷۸) بازیکن
ملی‌پوش والیبال ساحلی زنان و معمار است. او در لوکزامبورگ متولد شده، در ایالات متحدهٔ آمریکا بزرگ شد، و برای تیم ملی والیبال ساحلی بریتانیا توپ می‌زند.